# Samonac
Samonac är en kommun i departementet Gironde i regionen Nouvelle-Aquitaine i sydvästra Frankrike. Kommunen ligger i kantonen Bourg som tillhör arrondissementet Blaye. År 2022 hade Samonac 471 invånare.

## Befolkningsutveckling
Antalet invånare i kommunen Samonac
Referens:INSEE